# Siouxsie Medley
Susan Mae Elizabeth Medley es una música, artista y actriz estadounidense de Los Ángeles, California. Más conocida como la guitarrista principal de Dead Sara, banda que fundó con Emily Armstrong en el 2005.

## Primeros años
Nacida en Los Ángeles, hija de Stan Medley y Sandra Sherman, Medley fue criada por su padre después de que sus padres se separaran. El interés de Medley por la música comenzó a los 9 años cuando empezó a practicar con una Fender Telecaster propiedad de su niñera, Dexy Valentine de la banda Magic Wands. Después utilizó el dinero ahorrado durante dos años de su mesada para comprarse su propia guitarra, una Fender Squier, a los 11 años.
Medley comenzó a actuar a los 12 años cuando ganó un papel en un comercial internacional. El comercial se transmitió principalmente en Europa y como resultado, Medley se convirtió en actriz SAG. Estaba siguiendo una carrera como actriz hasta que conoció a Emily Armstrong en 2002 y las dos comenzaron a escribir canciones juntas.

## Dead Sara
Medley y Armstrong se presentaron por primera vez en vivo en marzo del 2005 en el club nocturno The Mint en Los Ángeles, bajo el nombre de Epiphany. Más tarde ese año, cambiaron el nombre de su banda a Dead Sara como referencia a la canción "Sara" de Fleetwood Mac y su letra "...said Sara", que a veces se escucha como "Dead Sara". Armstrong y Medley han citado a Stevie Nicks, quien escribió "Sara", como una influencia principal.
Desde entonces, Dead Sara ha lanzado tres álbumes de larga duración y varios EP, siendo el más reciente Temporary Things Taking Up Space en 2018.

## Reconocimientos
En 2012, Medley fue la única mujer entre los 10 finalistas del premio al guitarrista de rock del año de Loudwire. Hasta el 2017, Medley es la única guitarrista femenina nombrada finalista a guitarrista del año en los premios anuales Loudwire.
Medley diseñó la portada para el sencillo de Dead Sara "Heart Shaped Box", que Sony Computer Entertainment comisionó para el cover su videojuego Infamous Second Son.